# Epinephelus coioides
Epinephelus coioides е вид бодлоперка от семейство Serranidae. Видът е почти застрашен от изчезване.

## Разпространение и местообитание
Разпространен е в Австралия, Бангладеш, Бахрейн, Бруней, Виетнам, Джибути, Египет, Еритрея, Йемен, Израел, Индия (Андамански острови), Индонезия, Йордания, Ирак, Иран, Камбоджа, Катар, Кения, Китай, Кувейт, Ливан, Макао, Малайзия, Мианмар, Мозамбик, Обединени арабски емирства, Оман, Пакистан, Палау, Папуа Нова Гвинея, Провинции в КНР, Саудитска Арабия, Сингапур, Соломонови острови, Сомалия, Судан, Тайван, Тайланд, Танзания, Фиджи, Филипини, Хонконг, Шри Ланка, Южна Африка и Япония (Рюкю).
Обитава крайбрежията и пясъчните дъна на полусолени водоеми, океани, морета, заливи, лагуни и рифове в райони с тропически и субтропичен климат. Среща се на дълбочина от 0,1 до 100 m, при температура на водата от 23,5 до 29 °C и соленост 30,2 – 35,5 ‰.

## Описание
На дължина достигат до 1,2 m, а теглото им е максимум 15 kg.
Продължителността им на живот е около 22 години. Популацията на вида е намаляваща.